# 哈里杰
哈里杰，是印度古吉拉特邦Patan县的一个城镇。总人口18388（2001年）。

## 人口
该地2001年总人口18388人，其中男性9678人，女性8710人；0—6岁人口2702人，其中男1497人，女1205人；识字率56.61%，其中男性为65.42%，女性为46.82%。